# Карачинцев, Сергей Сергеевич
Серге́й Серге́евич Кара́чинцев (род. 18 мая 1991, Новосибирск) — российский гонщик, выступающий в спидвее и мотогонках на льду. Мастер спорта России международного класса. Чемпион Европы по мотогонкам на льду.

## Биография
Спидвеем занимается с 9 лет, воспитанник новосибирской мотошколы. С 2008 г. выступает за тольяттинскую команду «Мега-Лада» как в мотогонках на льду, так и в классическом спидвее. Дебют в КЧР: 26 июня 2008 г., «Восток» — «Мега-Лада», 1. Г.Лагута, Салливан, Панхай, Карачинцев, первое очко — Р.Иванов, Карачинцев, Харченко, Панхай, итого за гонку 3 (0, 2*, 0), победа «Востока» 47:43.
В ледовом спидвее в 2008—2010 гг. выступал за юниорский состав «Мега-Лады». В 2010 г. в рамках одного сезона добился золота юниорского чемпионата Европы и серебра взрослого чемпионата Европы.
В сезоне 2010/2011 вернулся в «Сибирь» в рамках КЧР по спидвею, в том же году дебютировал на чемпионате мира, заняв 7 место.
В сезоне 2011/2012 вернулся в тольяттинский клуб, на этот раз во взрослый состав, выиграв с ним золото чемпионата страны и улучшив результат на ЛЧМ — 5 место. В этом же сезоне гонщик выиграл заключительный этап Гран-При во второй день соревнований в Уппсале.
С 2013 г. сосредоточился на выступлениях только в мотогонках на льду. В 2012/2013 г. снова выиграл золото КЧР, в 2013/2014 стал вице-чемпионом Кубка России, повторив успех 2010 г.
Перед сезоном 2014—2015 г. перешёл в стерлитамакский «Каустик». В сезоне 2015 г. одержал победу в личном чемпионате Европы, в КЧР с «Каустиком» занял 4 место. На следующий год перешёл в СК ГК — «Башкортостан», где выиграл золото сезона 2017-18.

## Спидвей

### Среднезаездный результат
| Год         | 2008            | 2009            | 2010            | 2011 | 2012            |
| ----------- | --------------- | --------------- | --------------- | ---- | --------------- |
| Флаг России | 0,500 Мега-Лада | 0,745 Мега-Лада | 1,408 Мега-Лада | -    | 1,323 Мега-Лада |
| (II)        | -               | 0,286 Мишкольц  | -               | -    | -               |

| - Чемпионат России по спидвею среди юниоров: в командном зачёте — 3 место (2008, 2010), 2 место (2009, 2012) в парном зачёте — 1 место (2009), 2 место (2010, 2012), 3 место (2008) - Чемпионат России по спидвею в командном зачёте — 1 место (2008), 3 место (2009, 2010), 2 место (2012) | Достижения на международных соревнованиях Юниорские соревнования ЛЧЕЮ — 14 место (2010) КЧЕЮ — 3 место в ½ финала (2010), КЧМЮ — 4 место (2012) |  |

## Мотогонки на льду

### Мировая серия Гран-При
| Сезон | 1              | 2              | 3           | 4           | 5        | 6        | 7          | 8          | 9          | 10         | Место | Очки |
| ----- | -------------- | -------------- | ----------- | ----------- | -------- | -------- | ---------- | ---------- | ---------- | ---------- | ----- | ---- |
| 2011  | Красногорск 10 | Красногорск 11 | Тольятти 13 | Тольятти 13 | Ассен 15 | Ассен 11 | Инцель 16  | Инцель 10  |            |            | 7     | 89   |
| 2012  | Красногорск 9  | Красногорск 14 | Уфа 8       | Уфа 11      | Ассен 10 | Ассен 12 | Уппсала 11 | Уппсала 18 |            |            | 5     | 93   |
| 2013  | Красногорск -  | Красногорск -  | Тольятти 9  | Тольятти 9  | Ассен -  | Ассен -  | Инцелль -  | Инцель -   | Уппсала -  | Уппсала -  | 15    | 18   |
| 2018  | Астана 17      | Астана 19      | Тольятти 12 | Тольятти 11 | Берлин 7 | Берлин 2 | Инцелль -  | Инцелль -  | Херенвен - | Херенвен - | 8     | 68   |

| - Чемпионат России по мотогонкам на льду среди юниоров: Личный чемпионат России по спидвею на льду среди юниоров — 2 место (2010) Командный чемпионат России по спидвею на льду среди юниоров — 2 место (2008), 3 место (2009) - Чемпионат России по мотогонкам на льду: в командном зачёте — 1 место (2012, 2013, 2018), 2 место (2014), 3 место (2016) - Кубок России — 2 место (2010, 2014), 1 место (2015, 2016) | ЛЧМ — вне зачёта в квалификации (2009), 7 место (2011), 5 место (2012), 15 место (2013), 5 место в Челлендже (2016), 8 место (2018) ЛЧЕ — 2 место (2010), 1 место (2015) ЛЧЕЮ — 1 место (2010) Международный турнир Санкт-Йоханна — 2 место (2015) Кубок губернатора Самарской области — 3 место (2013) (Тольятти, в паре с Францем Цорном) Мемориал Вячеслава Дубинина — 1 место (2009) (Новосибирск) Кубок Ролофа Тайса — 3 место (2010, Ассен) |  |